# Акрагант
Акрагант або ж Агригент (дав.-гр. Αχραγας, лат. Agrigentum) — давньогрецька колонія (дорійська) на південному узбережжі Сицилії, заснована родосцями з Гели близько 582 року до н. е.
Розквіт міста припав на VI—V сторіччя до н. е. З 570 по 554 до н. е. при владі перебував тиран Фаларіс.
В Акраганті жили Піндар, Есхіл, Симонід. В 405 до н. е. зруйнований карфагенянами, знову відбудований Тімолеонтом в 341 році до н. е. Під час Першої Пунічної війни у 262 до н. е. захоплений римлянами. Агригент був одним з основних центрів Першого Сицилійського повстання рабів у 137—132 роках до н. е. Зараз на його місці знаходиться сучасне італійське місто Агрідженто.
1997 року археологічна ділянка давнього Агригента занесена до списку об'єктів світової спадщини ЮНЕСКО.